# Hudba neznámého
Hudba neznámého (anglicky Stranger Music) je kniha kanadského spisovatele a hudebníka Leonarda Cohena. Obsahuje sebrané básně, které byly již dříve publikovány, a také písňové texty. Knihu poprvé vydalo nakladatelství McClelland & Stewart v roce 1993. V českém překladu kniha vyšla v roce 2004 prostřednictvím nakladatelství BB art, přičemž tento překlad od Václava Procházky je velmi tvrdě kritizován. Ten podle posudku Jana Vaňka pro překladatelskou Anticenu Skřipec způsobil, že "kniha se prostě nedá číst a u nicnetušícího čtenáře je způsobilá zničit Cohenovu pověst (...)".